# Stefano Rubaudo
Stefano Rubaudo (Torino, 16 dicembre 1972) è un ex nuotatore italiano.

## Carriera
Ha iniziato la carriera in vasca come stileliberista; si è poi specializzato nel nuoto in acque libere in cui è stato campione italiano e ha partecipato ai campionati europei dal 1991 quando, a Terracina, è stato il primo nuotatore italiano a diventare campione europeo nel fondo vincendo la gara dei 5 km davanti a Davide Giacchino. Nel 1994 ai primi Campionati mondiali di nuoto disputati a Roma ha gareggiato nella 25 km arrivando ottavo, mentre l'anno dopo a Vienna agli europei è giunto quinto.
È tornato poi a nuotare la gara dei 5 km dagli europei di Siviglia del 1997. La sua miglior annata è stata il 2002, quando ai campionati europei di Berlino ha vinto la medaglia di bronzo nei 5 km dietro a Luca Baldini, oro, e Thomas Lurz, argento. Nel settembre dello stesso anno ai campionati mondiali di Sharm el Sheikh dietro al vincitore Baldini ha battuto allo sprint Lurz per la medaglia d'argento. Inoltre ha vinto la medaglia d'oro della 5 km a squadre assieme a Baldini e Viola Valli.
Nel 2003 ha partecipato ai mondiali di Barcellona finendo sesto nei 5 km, e l'anno dopo ai suoi ultimi europei a Madrid è arrivato ancora terzo nei 5 km dietro al compagno Fabio Venturini e all'inglese Alan Bircher. Nell 2005 lascia il nuoto e lavora alla DIA al Centro Operativo di Napoli fino al 2012. Negli anni 2011 e 2012 è stato Consigliere Federale della Federazione Italiana Nuoto, dal 2012 al 2020 è stato dirigente della Federazione Italiana Nuoto per il settore Noto di Fondo, oggi è il Coordinatore Tecnico per il Nuoto di Fondo della Federazione Italiana Nuoto, è vicepresidente dell'Olimpic Nuoto Napoli dal 1997.

## Palmarès
| Campionati del mondo        | 5 km individuale | 25 km individuale | 5 km a squadre                    |
| 1994 Roma Italia            | ---              | 8º 5h 44'43"57    | ---                               |
| 2003 Barcellona Spagna      | 6º 53'17"8       | ---               | ---                               |
| Mondiali in acque libere    | 5 km individuale | 25 km individuale | 5 km a squadre                    |
| 2002 Sharm el Sheikh Egitto | Argento 51'51"20 | ---               | Oro: 2h 40'32" frazione: 51'51"20 |
| Campionati europei          | 5 km individuale | 25 km individuale | ---                               |
| 1991 Terracina Italia       | Oro 1h 06'51"7   | ---               | ---                               |
| 1995 Vienna Austria         | ---              | 5º 5h 19'19"90    | ---                               |
| 1997 Siviglia Spagna        | 8º 57'35"        | ---               | ---                               |
| 2002 Berlino Germania       | Bronzo 56'26"9   | ---               | ---                               |
| 2004 Madrid Spagna          | Bronzo 52'11"8   | ---               | ---                               |

### Altri risultati
- Ai  mondiali del 2002, a Sharm el Sheikh, in Egitto, l'Italia ha vinto il Trofeo dei campionati  ottenendo 116 punti davanti alla Germania (114) e alla Russia (105).
- Ai mondiali del 2003 la classifica combinata a punti per i 5 km è stata: Russia (45),  Italia (42) e  Germania (36); in quella combinata generale ha vinto la Russia con 136 punti, seconda la  Germania con 120 e terza l'Italia con 79.tutti risultati ottenuti grazie anche ai risultati di Stefano.
- È arrivato terzo Nella coppa Europa di nuoto di fondo del 2002.

### Campionati italiani
2 titoli individuali, così ripartiti:
- 1 nei 5000 m stile libero
- 1 nei 5 km di fondo

nd = non disputati
| Anno | Edizione    | 1500m st. libero | 5000m st. libero | 4×200m st. libero |
| ---- | ----------- | ---------------- | ---------------- | ----------------- |
| 1991 | Estivi      | 2                | nd               | -                 |
| 1992 | Primaverili | 2                | nd               | -                 |
| 1998 | Primaverili | -                | 1                | -                 |
| 1999 | Primaverili | -                | -                | 2                 |
| 2000 | Primaverili | -                | -                | 3                 |
| 2001 | Primaverili | -                | -                | 3                 |

edizioni in acque libere
questa tabella è incompleta
| Anno | Edizione | fondo 5 km | fondo 10 km |
| ---- | -------- | ---------- | ----------- |
| 1997 | Fondo    | 1          | nd          |
| 2002 | Fondo    | 2          | 3           |